# Wrilisia
Wrilisia (gr. Βριλήσσια) – miasto w Grecji, w administracji zdecentralizowanej Attyka, w regionie Attyka, w jednostce regionalnej Ateny-Sektor Północny. Siedziba i jedyna miejscowość gminy Wrilisia. W 2011 roku liczyło 30 741 mieszkańców. Położone w granicach Wielkich Aten.
Miasto znajduje się na północno-wschodnim skraju metropolii Ateny i jest dostępna w komunikacji publicznej (kolej podmiejska i metro) przez Attiki Odos.
Wrilisia jest miastem partnerskim w Neapolu we Włoszech, z którym organizuje jarmarki i Ottweiler w Niemczech, gdzie główny most nosi nazwę tego miasta.